# Роберт Крауч Кінні
Роберт Крауч Кінні (англ. Robert Crouch Kinney; нар. 4 липня 1813 — пом. 2 березня 1875) — американський бізнесмен і політик, який став відомий завдяки штату Орегон. Уродженець штату Іллінойс, він допоміг заснувати місто Маскатин, Айова, перед тим як переїхав через Орегонський шлях і оселився в тому місці, яке згодом стало відоме як штат Орегон. В Орегоні він був відомим бізнесменом у хліборобному бізнесі й працював у територіально-законодавчому органі штату Орегон, а згодом став членом Орегонських установчих зборів.

## Раннє життя
Роберт Кінні народився 4 липня 1813 в місті Беллвілл (Іллінойс) у графстві Сент-Клер (округ, Іллінойс), штат Іллінойс, що недалеко від Сент-Луїс, штат Міссурі. Його батьки були Самуїл і Поллі (до шлюбу Гібсон) Кінні, обоє з Кентуккі. Дядько Роберта був Вільям Кінні, який працював як віце-губернатор штату Іллінойс з 1826 по 1830. Згодом Роберт Кінні переїхав у штат Іллінойс, де він отримав освіту в загальних школах міста Спрингфілд (Іллінойс).
У 1833 році він одружився з Елізою Бігелоу, і в пари було одинадцять дітей, проте тільки вісім з них змогли дожити до дорослого життя. Цими вісьма дітьми були Мері Джейн, Альберт Вільям (одружився з дочкою Вільяма Т. Ньюбая), Августу Крауча, Маршалл Джонсон, Елізе Лі, Альфред Колеман, Джозефін Еларена, і Вільям Сильвестр. Того року, коли вони одружилися, пара переїхала у місце, яке згодом стало називатися Айова, де вони допомогли знайти місто Блумінгтон (нині Мускатін) уздовж річки Міссісіпі. Кінні побудував готель з причалом вздовж берега річки, і керував човном від міста вниз по річці до Сент-Луїсу. Пізніше він увійшов в обробний бізнес, керуючи лісопильнею і млином для борошна, а також працював у судді під керівництвом судді Клінтона Гастінгса, хоча він ніколи не займався юридичною практикою.

## Орегон
Кінні та його сім'я, у тому числі брат Самуїл, попрямували на захід по Орегонському шляху залізницею в 1847 році у вагоні з Джоелем Пальмером. Вони зупинилися з надією отримати землю в місті Ямгілл (округ, Орегон) поблизу міста Лафаєт. Наступного року цей регіон став територією штату Орегон і в 1850 році в Законі про Передачу землі був закріплений розділ для поселенців стосовно їхніх заяв на землю. Кінні доглядав свою ділянку на 640 акрів (260 га), яку він отримав завдяки прийняття закону про землю в долині Кехайлем і створював там фруктові сади. Кінні покинув Орегон через Каліфорнійську золоту лихоманку в 1848 році, проте повернувся в наступному році, не здобувши великих статків.
Після заняття сільським господарством протягом десяти років, він переїхав до Макмінвайлу в 1858 році, де він придбав млин для муки в місті, засновником якого був Вільяма Невбі в 1859. Кінні розширив свій бізнес, купивши Бруклінський млин у місті Портленд (Орегон) в 1862 році, а потім в 1868 році купив млин для вовняної фабрики, що належала частково Даніеллю Вальдо в місті Сейлем (Орегон). Він переїхав родиною в місто Сейлем і почав управляти млином, як частиною бізнесу борошномельної компанії Сейлем. Компанія розширювалася і відкрила свої філії в Сан-Франциско, Портленді, і Великій Британії, і в один момент вона займалася подрібнювання чверті всіх зернових культур у державі. Крім того, компанія була першою, яка кораблем відправила борошно з Портленда в Ліверпуль через кілька інших портів по всьому світу.

## Політична кар'єра
У 1849 році Кінні був обраний представляти Ямгілл у першому Територіально-законодавчому органі. Після прийняття розпуску сесії в 1850, він у 1851 році повернувся, щоб знову представляти Ямгілл в територіально-законодавчому органі. У 1857 році він був обраний як делегат від Ямгілля в Орегонську конституційну конвенцію. Вона проводилась у Сейлемі у вересні й жовтні, тоді ця конвенція створила першу Конституцію штату Орегон, проклавши шлях для вступу штату Орегон у США. Кінні не входив до політичних партій і за політичними поглядами був антидемократом у філософії, і він голосував проти прийняття конституції, проте конвенція таки прийняла цей документ і Орегон став штатом в 1859 році.

## Подальше життя
Деякі з синів Кінні стали партнерами в аграрному бізнесі батька, у тому числі Маршалл як менеджер офісу в Сан-Франциско. Кінні також спробував свої сили у бізнесі, пов'язаному зі скотарством: мав велике ранчо в Східному Орегоні поблизу міста Хепнер, де він розводив овець. Роберт Крауч Кінні помер в місті Сейлемі 2 березня 1875 р у віці 61 року і був похований на Сейлемському кладовищі.